# 미니다큐 동네
미니다큐 동네는 부산 KBS 1TV로 방송된 다큐멘터리 텔레비전 프로그램이다.

## 기획 의도
부산 동네의 모습을 알리는 다큐멘터리 텔레비전 프로그램이다.

## 방송 회차

### 2014년
| 회차 | 방송일   | 제목 (원제)              |
| ---- | -------- | ------------------------ |
| 1    | 4월 10일 | 산복도로 - 골목길 인생   |
| 2    | 5월 1일  | 산복도로 - 마음의 고향   |
| 3    | 5월 8일  | 산복도로 - 산복도로의 봄 |